# Municipio de Tyrone (condado de Perry)
El municipio de Tyrone  (en inglés: Tyrone Township) es un municipio ubicado en el condado de Perry en el estado estadounidense de Pensilvania. En el año 2000 tenía una población de 1.863 habitantes y una densidad poblacional de 20 personas por km².

## Geografía
El municipio de Tyrone se encuentra ubicado en las coordenadas 40°17′00″N 77°22′59″O / 40.28333, -77.38306.

## Demografía
Según la Oficina del Censo en 2000 los ingresos medios por hogar en la localidad eran de $38,276 y los ingresos medios por familia eran $43,750. Los hombres tenían unos ingresos medios de $31,475 frente a los $22,500 para las mujeres. La renta per cápita para la localidad era de $17,202. Alrededor del 9,0% de la población estaban por debajo del umbral de pobreza.